# Ауспіцій Тульський
Ауспіцій Тульський (лат. Auspicius Tullensis; фр. Auspice de Toul; dc490?) — єпископ Тульський у V столітті, п'ятим із записаних, і святим римо-католицької церкви.  Також поет,  відомий ямбічним віршем, заснованим на наголосі (а не на кількості, як у класичній латинській просодії). Це було нововведенням того часу. Зберігся його віршовий лист близько 470 року до Арбогаста, графа Трірського.

## Ранні роки
Єпископ Авспіцій був частиною галло-римської аристократії, враховуючи також римського полководця франкського походження Арбоґаста, відомого за Феодосія Великого. Імовірно, народився на початку V століття і змінив Гелсіма на посаді єпископа Тула близько 478 року. Після більш ніж 500 років перебування в Римській імперії місто Туль (столиця Левків) потрапило під владу Королівства Франків, і, таким чином, Авспіцій був першим з єпископів Тула, який служив під керівництвом франків.

## Смерть
Близько 485 року помер Сідоній, і, ймовірно, Авспіцій помер через кілька років (можливо, близько 490 року). Його наступником став святий Наш. Похований у могильнику Святого Мансуя, де його тіло було знайдено 1070 року під єпископатом Пібона.

## Писання
Його рідкісні таланти та чесноти здобули йому повагу видатної людини свого часу. Він був другом поета Сідонія Аполлінарія, єпископа Клермона, і графа Арбогаста, губернатора Тріра при Хілдеріку I. Усі троє обмінялювались листуванням.
Арбогаст писав Сидонію з проханням проінструктувати його щодо його обов'язків і дати деякі пояснення священним книгам, але Сідоній вибачився і передав його до святого Лупуса, єпископа Труа або до Ауспіція, єпископа Тульського, обидва відзначалися глибокими знаннями та високим рангом. Граф звернувся до Ауспіція, і той надіслав йому дуже компліментарну відповідь у віршах. Лист був написаний десь між 460 і 475 роками. У ньому Ауспіцій хвалив Арбогаста за його навички латинської мови, а також натякнув на кінець римського панування. «...поки ти живеш і говориш, хоча латинське панування впало на кордонах, (латинські) слова не коливаються. Він високо оцінив високе походження і шляхетну вдачу князя. Він був більшим за свого предка з тим самим ім'ям, бо помер як язичник, але Арбогаст був християнином. Він також застерігає його від жадібності. Впевнений, що Арбогаст прийняв це близько до серця, Ауспіцій бачив у ньому майбутнього єпископа. Насправді, можливо, пізніше він став єпископом Шартрським. Нарешті він закликає його зустрітися з єпископом Трірським Ямвлихом.
Текст написано у віршовій формі 164 куплетів чотирьохстрофного ямба. Він вважається раннім зразком ритмічної гімнстрофії, у слові переважає акцент. Як поет, він був першим західним, який прийняв ямбічний ритм, похідний від сатурніанського метра, бажаного метра римської народної та світської поезії. Поема збереглася в збірці різних творів, написаних або надісланих да Аустразії, яка була складена в 585 році. Єдиний збережений рукопис — Cod. Vaticano-Palatinus 869 s.IX.

## Вшанування
Бревіарій Тульської єпархії завжди давав йому титул святого Авспіція. У Римському мартирологі його свято — 8 липня.

## Подальше читання
- Брандес, Вільгельм. Ритмічне послання Ауспіція Тульського до Арбогаста Трірського . Вольфенбюттель 1905 р. Оцифрований (PDF, 1,3 МБ)
- Шанц, Мартін і Хозіус, Карл. Історія римської літератури . Том 4.2. Мюнхен 1971 (передруковано з 1920), с. 379f.
- Бехер, Матіас. Хлодвіг І .: Піднесення Меровінгів і кінець Стародавнього світу . Мюнхен 2011, с. 122.